# Рок-фестиваль

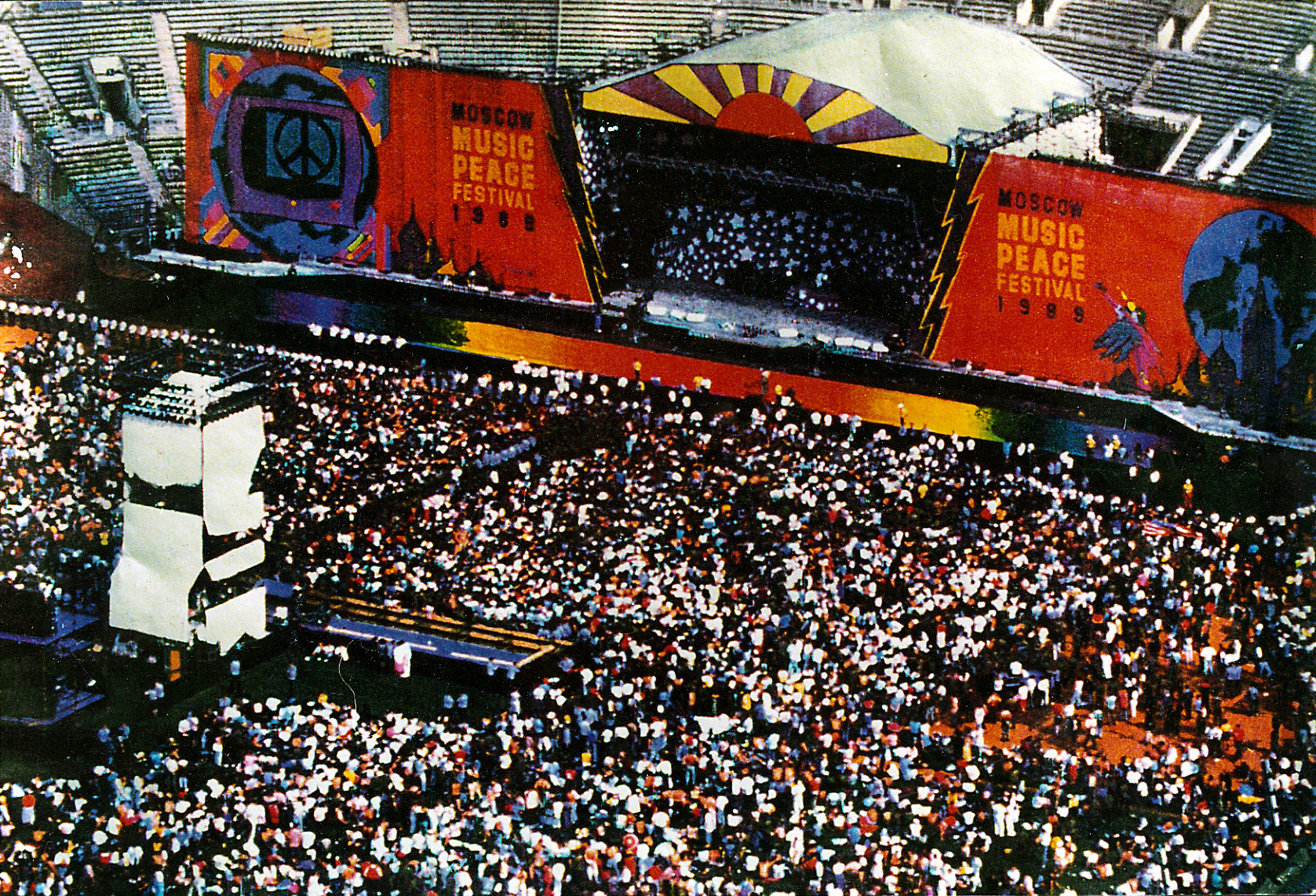
Легендарный московский международный рок-фестиваль. Москва, Лужники, 1989 г.

Рок-фестиваль («рок-фест», англ. rock fest) — масштабный концерт рок-музыки на открытой или закрытой площадке, состоящий из отдельных представлений, часто протяжённостью в несколько дней.
Первые рок-фестивали на Западе начали проводиться в конце 1960-х годов и стали важными социо-культурными вехами. В 1980-х возникла волна фестивалей, проводимых с благотворительными целями.
Сегодня многие фестивали проводятся ежегодно и спонсируются крупными корпорациями. Некоторые владельцы радиостанций проводят т. н. «радио-фестивали» (англ. radio festival), приглашая рок-группы только определённых стилей (в соответствии с форматом радиостанции).

## Список рок-фестивалей
Ежегодно по всему миру проводятся сотни рок-фестивалей.
В Европе крупнейшими рок-фестивалями являются: Sziget Festival (Будапешт), Рок над Волгой (Россия), Paléo Festival (Швейцария), Glastonbury Festival (Англия), Rock Werchter (Бельгия), Roskilde (Дания), Oxegen (Ирландия).

### СССР
- Вудсток-на-Дону (Ростов-на-Дону, май 1969)
- Серебряные струны (Горький, 1970-71)
- Таллинские песни молодёжи (Таллин, март 1976)
- Весенние ритмы. Тбилиси-80 (Тбилиси, 1980)
- Физтех — 1982 (Долгопрудный, 4-5 декабря 1982 года)
- Фестивали Ленинградского Рок-клуба (13-16 мая 1983, 18-20 мая 1984, 15-17 марта 1985, 30 мая-1 июня 1986, 3-7 июня 1987, 19-22 мая  и 4-10 июня 1988, 7-11 июня 1989, 7-10 марта и 12-14 марта 1991 года)
- Литуаника (Вильнюс, 1985-1989)
- Три цвета[бел.] (Минск, 1986-1990)
- Рок-панорама-86 (Москва, 4—8 мая 1986)
- Фестиваль надежд (Москва, 1987-1991)
- Подмосковные вечера (Черноголовка, июнь 1987)
- Подольский рок-фестиваль (Подольск, 1987)
- Рок-панорама-87 (Москва, 7—13 декабря 1987)
- Музыканты за мир (Москва, 1988)
- Рок-707 (Ростов-на-Дону, 27—29 мая 1988)
- Сырок (Москва, 2-4 декабря 1988 года, 1989, 1990,1991)
- Закрытая зона (Ростов-на-Дону, 28—30 апреля 1989)
- Moscow Music Peace Festival / Московский международный фестиваль мира (Москва, стадион «Лужники», 12—13 августа 1989)
- Монстры рока СССР (Череповец, 31 августа — 3 сентября 1989;[1] Москва, май 1990; Ленинград, июль 1990)
- Рок-Аврора 89 (Ленинград, 16 — 24 сентября 1989)[2][3]
- Рок чистой воды (1990, 1991)
- Железный Марш (Москва 1990,1991)
- Аврора-1990 (Ленинград, 21 — 23 декабря 1990 года)[4]
- Рок против террора (Москва, 6 апреля 1991 года)
- Рок против танков (Ленинград, 22 августа 1991 года)
- Монстры Рока (Москва, 28 сентября 1991)
- Формула-9 (Ростов-на-Дону, октябрь 1991)

### Россия
- FROST (новогодний фестиваль, Санкт-Петербург)
- Kubana (Янтарь)
- Rock-Line (Пермь, Бахаревка)
- Антифабрика (Иваново)
- Беломор-Буги (Архангельск)
- Вечная весна (рок-фестиваль) (Москва)
- Воздух (Сиверик) (Петрозаводск, Республика Карелия)
- Доброфест (аэродром Левцово, Ярославская область)
- Крылья (фестиваль) (Москва)
- Максидром (Москва)
- MODERNизация (Санкт-Петербург)
- Нашествие (Тверь)
- Окна открой! (Санкт-Петербург)
- Остров (Архангельск)
- Рок над Волгой (Самара)
- Рок-Февраль (Иваново)
- Сотворение мира (Казань, Республика Татарстан)
- Старый новый рок (Екатеринбург)
- Уральский рубеж (Миасс)
- Учитесь плавать (Москва)
- Улетай (Ижевск)[5][6]
- Эммаус (Тверь)